# Артемьев, Артём Андреевич
Артём Андреевич Арте́мьев (3 января 1993, Ярославль) — российский хоккеист, вратарь. Воспитанник ярославского хоккея. В настоящее время является игроком хоккейного клуба Сочи, выступающей в КХЛ.

## Карьера
Артём Артемьев начал свою профессиональную карьеру в 2010 году в составе ярославского клуба Молодёжной хоккейной лиги «Локо». В своём дебютном сезоне Артём провёл на площадке 11 матчей, пропуская в среднем 3.60 шайбы за игру. Перед началом следующего сезона Артемьев стал игроком воскресенского «Химика», в составе которого принял участие в 10 встречах. Летом 2012 года Артемьев перешёл в череповецкий клуб «Алмаз», записав на свой счёт 17 матчей с коэффициентом надёжности 2.19.
8 сентября 2013 года в провальном для «Северстали» матче против астанинского «Барыса» Артём дебютировал в Континентальной хоккейной лиге. При счёте 1:7 в третьем периоде он появился на площадке, пропустив ещё 3 шайбы.

## Статистика выступлений
Последнее обновление: 30 сентября 2013 года
|                 |                 |                 | Регулярный сезон | Регулярный сезон | Регулярный сезон | Регулярный сезон | Регулярный сезон | Плей-офф | Плей-офф | Плей-офф | Плей-офф | Плей-офф |
| Сезон           | Команда         | Лига            | Игр              | М                | ПШ               | «0»              | КН               | Игр      | М        | ПШ       | «0»      | КН       |
| --------------- | --------------- | --------------- | ---------------- | ---------------- | ---------------- | ---------------- | ---------------- | -------- | -------- | -------- | -------- | -------- |
| 2010/11         | Локо            | МХЛ             | 11               | 267              | 16               | 0                | 3.60             | —        | —        | —        | —        | —        |
| 2011/12         | Химик Вк        | МХЛ             | 10               | 513              | 23               | 0                | 2.69             | —        | —        | —        | —        | —        |
| 2012/13         | Алмаз           | МХЛ             | 17               | 958              | 35               | 1                | 2.19             | —        | —        | —        | —        | —        |
| 2013/14         | Алмаз           | МХЛ             | 1                | 60               | 3                | 0                | 3.00             | —        | —        | —        | —        | —        |
| 2013/14         | Северсталь      | КХЛ             | 2                | 20               | 3                | 0                | 8.89             | —        | —        | —        | —        | —        |
| Всего в КХЛ     | Всего в КХЛ     | Всего в КХЛ     | 2                | 20               | 3                | 0                | 8.89             | —        | —        | —        | —        | —        |
| Всего в карьере | Всего в карьере | Всего в карьере | 41               | 1818             | 80               | 1                | 2.64             | —        | —        | —        | —        | —        |